# Baseldeutsch
Baseldeutsch (auch Baaseldytsch, Baseldytsch, Baseldütsch) ist der Dialekt der Schweizer Stadt Basel und Umgebung. Es ist der einzige deutschschweizerische Dialekt, der dem Niederalemannischen zugeordnet werden kann oder doch zumindest in seiner klassischen Form eine Reihe von Besonderheiten hat, die auch das Niederalemannische hat und die vom Hochalemannischen abweichen.

## Typische Merkmale des traditionellen Stadt-Baseldeutsch
- Vokaldehnung in offener Silbe, d. h. vor einfachem Konsonanten ([ba:səl]; sonst hochalemannisch verbreitet [basəl])
- Kürzung von historischem Langvokal vor Fortiskonsonant unter Beibehaltung von dessen geschlossener Qualität, z. B. Lyt, dytsch, bysse, schlyffe (‚Leute, deutsch, beissen, schleifen‘) mit kurzem /i/ ([lit], [ditʃ], [bisːə], [ʃlifːə]).
- Entrundung von mittelhochdeutsch = hochalemannisch /y/ und /ø/ (scheen [ʃeːn], sonst hochalemannisch schöön [ʃøːn ʃœːn] ‚schön‘; grien [gʁiən], sonst hochalemannisch grüen [gryən] ‚grün‘); daher wird es auch Baaseldytsch genannt im Unterschied zum modernen Baaseldütsch
- langes /u:/ wird zentralisiert artikuliert ([ʉ:mə] ‚herum‘)
- unverschobenes aspiriertes [kʰ] ([kʰind] ‚Kind‘; sonst hochalemannisch: [xind], sprich «chind»), auch aspirierte [tʰ, pʰ] sind etwas verbreiteter als in anderen Mundarten
- Lenisierung: Verschlusslaute im Wortanlaut werden meist lenisiert (also als stimmloses, kurzes [d]): Dyybli [ˈdiːblɪ] ‚Täubchen‘ (wie auch in gewissen anderen hoch- und niederalemannischen Dialekten)
- /r/ wird in den meisten Stellungen nicht als «Zäpfchen-r», sondern als [χ] = ch ausgesprochen ([ʋæːχ] ‚wer‘)
- das Suffix -lich wird als -lig realisiert (meeglig [ˈmeːglɪg] ‚möglich‘; sonst hochalemannisch: mögli [ˈmøglɪ], möglech [ˈmœgləx])
- das Suffix der Zahlwörter von 20 bis 90 wird wie in der Schriftsprache realisiert ([ˈdʁisːɪg] 30, [ˈfuftsɪg] 50; sonst im Hochalemannischen (ausgenommen Bündner und z. T. St. Galler Rheintal) driisg [ˈdriːsːg], füftsg [fʏftsg])
- Das Zahlwort 1000 wird mit Diphthong ausgesprochen ([ˈdausɪg]; sonst [ˈtuːsɪg ˈduːsɪg]).

## Sprachgebrauch des traditionellen Stadt-Baseldeutsch
Das alte Stadt-Baseldeutsch (Baaseldytsch) mit all seinen charakteristischen Merkmalen und Unterschieden zum heutigen Alltags-Baseldeutsch wird heute nur noch von einem kleinen, meist älteren Teil der Basler Bevölkerung gesprochen; jedoch sind praktisch alle Baslerinnen und Basler in der Lage, es zu verstehen oder gar nachzuahmen.
Allerdings war der Sprachgebrauch schon immer auch abhängig von der sozialen Schicht. Das, was heute als «altes, korrektes» Baseldeutsch gehandelt wird, entspricht dem Dialekt, wie er um das Ende des 19. Jahrhunderts in den gehobeneren Kreisen (dem Daig) gesprochen wurde. In den sozial niedrigeren Kreisen (z. B. «Rheingasse») wurde es nie in dieser Form gesprochen.

## Heutiges Baseldeutsch
Heute dominiert das Alltags-Baseldeutsch, welches nicht nur die Stadt, sondern auch die nähere Umgebung umfasst. Das Alltags-Baseldeutsch ist das Produkt einer anhaltenden Annäherung zwischen dem traditionellen Stadt-Baseldeutsch und den baseldeutschen Dialekten im Baselbiet, Fricktal, Laufental und Schwarzbubenland, was auf die massive Zuwanderung Ende des 19. Jahrhunderts und Anfang des 20. Jahrhunderts zurückgeht. Die Anpassung ist gegenseitig: Während in der Stadt die Entrundung (ee [eː] für öö [øː], è [ɛ] für ö̀ [œ], yy [iː] für üü [yː], ì [ɪ] für ü [ʏ], ei [ei] für öi [øi]) in den meisten Fällen aus der Alltagssprache verschwunden ist, breiten sich typische Stadt-Baseldeutsche Merkmale wie das dominante «Zäpfchen-r» über die Stadtgrenzen in die Agglomeration aus. Das heutige Baseldeutsch (Baaseldütsch) steht dem Hochalemannischen näher als das ältere Baseldeutsch (Baaseldytsch). Dennoch haben sich einzelne typische Merkmale der Stadtsprache wie entrundetes ie [iə] für üe [yə] und anlautendes [k] bzw. [g] für hochalemannisches ch [χ] bis heute im baselstädtischen Dialekt erhalten. Die Dialekte im Baselbiet, Fricktal, Laufental und Schwarzbubenland gehören hingegen seit jeher zum Hochalemannischen.

## Unterschiede Alltags- / älteres Baseldeutsch
Das heutige Alltags-Baseldeutsch unterscheidet sich im Wesentlichen wie folgt vom traditionellen Stadt-Baseldeutsch:
- Praktisch verschwunden ist die Entrundung, es gilt heute ö für e, ü statt i und öi für ei. Beispiele: «dürftig» statt «dirftig», «Wenni frooge dörft» anstatt «Wenni frooge derft», «Füür» [yː] (Feuer) statt «Fyyr» [iː]; «nöi» [œi] (neu) statt «nei» [ei]; daher heisst es heute Baaseldütsch im Gegensatz zum traditionellen Baaseldytsch. Nach wie vor weniger rückgerundet wird ie [iə], zum Beispiel «miese», seltener «müese» [yə] (müssen).
- Fortis k [k] oder ch [x] ersetzt die Lenis g im Anlaut, zum Beispiel «e klaineri Sach» oder «e chlaineri Sach» im Alltags-Baseldeutschen, «e glaineri Sach» im traditionellen Stadt-Baseldeutschen.
- r wird nicht mehr als ch [x] gesprochen, beispielsweise Alltags-Baseldütsch: «Bilder» [ʀ]; traditionelles Stadt-Baseldeutsch: «Bildch»
- Integration von ursprünglich Baseldeutsch-fremden Wörtern wie etwa «Grüezi» in Form von «Griezi» [gʀiətsɪ].

## Wird das traditionelle Stadt-Baseldeutsch verdrängt?
Von einem Verschwinden des traditionellen Stadt-Baseldeutschen kann trotz der Entwicklungen nicht die Rede sein. Baslerinnen und Basler gehen selbstbewusst mit ihrer Sprache um. So ist die schriftliche Form des traditionellen Stadt-Baseldeutsch praktisch an jedem Ort der Stadt anzutreffen: Auf Speisekarten, Werbetafeln oder in Zeitungen. Es existieren auch ein Baseldeutsch-Wörterbuch und eine Grammatik. Eine besondere Bedeutung hat das traditionelle Stadt-Baseldeutsch in der Basler Fasnacht, wo darauf geachtet wird, möglichst nicht vom «reinen» Baseldeutsch abzuweichen.
Das Alltagsbaseldeutsch bildet die mündliche Umgangssprache und wird beinahe ausschliesslich auch im lokalen Fernsehen und den Radiostationen verwendet.

## Basler Interessengemeinschaft Dialekt (IG Dialekt)
Zu Empörung bei Teilen der Öffentlichkeit hat 2008 die Ankündigung des Erziehungsdepartementes geführt, dass im Vorschulbereich Kindergärtnerinnen bis auf sogenannte «Dialektfenster» nur noch Standarddeutsch verwenden dürfen. Die Umsetzung der Anordnung wurde zurückgenommen. In der Folge bildete sich eine «Basler Interessengemeinschaft Dialekt» (IG Dialekt), der u. a. Dialektdichter Carl Miville und Rudolf Suter, Autor der Baseldeutsch-Standardwerke, angehören. Im Vorstand der IG Dialekt sind Personen aus sämtlichen Parteien vertreten. Ziele der Interessengemeinschaft sind: Dialekt als Umgangssprache im Kindergarten (mit 20 Prozent Hochdeutschfenster); Standarddeutsch als Unterrichtssprache an der Schule und Dialekt als Umgangssprache ausserhalb des Unterrichts.
Die IG Dialekt lancierte eine stadtbaslerische Volksinitiative, die verlangt: «Die Unterrichtssprache in den ersten beiden Jahren nach der Einschulung (Kindergartenstufe) ist Dialekt. Hochdeutsch wird in definierten Sequenzen gefördert.» Innert weniger Wochen wurden über 5000 Unterschriften gesammelt. Nötig wären 3000 in einer Sammelfrist von anderthalb Jahren.
Trotz der hängigen Initiative wurde auf das Schuljahr 2009/2010 für den Kindergarten die Regelung erlassen, dass von der Kindergärtnerinnen und Kindergärtnern mindestens 50 Prozent Standarddeutsch verwendet werden muss. Zuvor wurde – mit Ausnahme der sogenannten Versuchskindergärten – Mundart als Unterrichtssprache verwendet.
Über die Initiative wurde am 15. Mai 2011 abgestimmt, wobei die Regierung einen Gegenvorschlag zur Initiative vorlegte. Die Initiative wurde mit 55,11 % Ja-Stimmen angenommen, der Gegenvorschlag mit 51,86 % Ja-Stimmen. Da in der Stichfrage 222 Stimmen mehr auf den Gegenvorschlag als auf die Initiative entfielen, wurde somit der Gegenvorschlag angenommen.
Ähnliche Volksinitiativen gab es etwa in den Kantonen Zürich und Luzern.

## Baseldeutsch im Schweizer Film
Im vor allem in Zürich produzierten Schweizer Dialektfilm diente Baseldeutsch lange zur Markierung des Bösewichts. Dieses Stereotyp ist schon im ältesten erhaltenen Dialektfilm Jä-soo! aus dem Jahr 1935 ersichtlich und kommt darauf in den Missbrauchten Liebesbriefen (1940), dem im Zuge der Geistigen Landesverteidigung entstandenen Landammann Stauffacher (1941), der Gotthelf-Verfilmung Uli der Pächter (1955) und dem in der Stadt Zürich spielenden Bäckerei Zürrer (1957) zum Tragen. Über Dokumentarfilme und Dani Levys «Peperoni» in der Fernsehserie Motel aus den 1980ern konnte sich der Basler Dialekt filmisch rehabilitieren.